# El caso Huayanay
El caso Huayanay (spanisch für ‚Der Fall Huayanay‘) ist ein peruanischer, auf Chanka-Quechua und Spanisch gedrehter Spielfilm von Federico García Hurtado aus dem Jahre 1981, der einen Fall von – je nach Sichtweise – Notwehr, Selbstverteidigung oder Selbstjustiz durch indigene Bauern eines Quechua-Dorfes in den peruanischen Anden gegen einen mordenden, vergewaltigenden und stehlenden Verwalter einer Hacienda, der 1974 von den Bauern getötet wurde, und den nachfolgenden Prozess behandelt. Der reale Fall Huayanay erregte in Peru großes Aufsehen.

## Produktion
Federico García Hurtado hatte in der Zeit der Revolutionären Regierung der Streitkräfte (Gobierno Revolucionario de la Fuerza Armada) als Filmregisseur bereits zwei Spielfilme auf Cusco-Quechua gedreht: Kuntur Wachana (1977) und Laulico (1979). Anstoß für seinen dritten Spielfilm El caso Huayanay: Testimonio de parte gab ihm der Fall Huayanay, der in ganz Peru Aufsehen erregte. Ein Mörder und Viehdieb war von indigenen Bauern in den Anden, die das Recht in die eigenen Hände nahmen, getötet worden, nachdem Justiz und Polizei nichts gegen den anhaltenden Terror gegen das Dorf unternommen hatten. Nun saßen jedoch mehrere Bauern im Gefängnis. Die Rechtsanwältin Laura Caller, Mitglied der FOCEP (Frente Obrero Campesino, Estudiantil y Popular) und Mitglied des Anwaltsteams der inhaftierten Bauern, überzeugte ihn davon, diesen Fall zum Thema seines nächsten Spielfilms zu machen und Partei für die unterdrückten Bauern zu ergreifen. Ebenso wie die ersten beiden Spielfilme wurde auch El caso Huayanay auf Quechua gedreht, jedoch auf dem in der Region Huancavelica gesprochenen Chanka-Quechua. Wie in seinen beiden vorherigen Filmen griff Federico García auf Laienschauspieler zurück und drehte an den Originalorten, also insbesondere im Dorf Huayanay und im Gefängnis, wo der Erzähler Ciriano Palomino einsaß.

## Handlung
Der Film behandelt den Fall Matías Escobar, der mehrere Grausamkeiten gegen die Bewohner des Andendorfs Huayanay begeht und nach einem spontan aufgestellten Gericht zum Tode verurteilt und von den Bewohnern hingerichtet wird.
Die Geschichte wird von Ciriano Palomino erzählt, der wegen der Teilnahme an der Hinrichtung des Mörders Escobar zur Zeit der Dreharbeiten im Gefängnis sitzt. Matías Escobar (gespielt von Hugo Álvarez), Verwalter der Hacienda Huayanay, stiehlt Schafe und anderes Eigentum der Bauern von Huayanay. Die Bauern gehen nach Huancavelica und zeigen den Fall an, so dass der zuständige Stellvertretende Gouverneur (teniente gobernador), selbst Quechua, Escobar ins Gefängnis werfen lässt. Dem Hacendado gelingt es jedoch durch seinen großen Einfluss, den Stellvertretenden Gouverneur abzusetzen und durch einen eigenen Vertrauensmann zu ersetzen, der Escobar freilässt. Dieser schwört Rache gegen den Gemeindevorsteher Eustaquio, vergewaltigt ein junges Hirtenmädchen und ermordet Eustaquio. Die Bauerngemeinde nimmt nun die Sache in die eigene Hand, ergreift Escobar, verurteilt ihn zum Tode und vollstreckt das Urteil. Von der Rechtmäßigkeit ihres Tuns überzeugt, bringen sie den Leichnam des Gerichteten zur Guardia Civil. Die Behörden der Weißen klagen 216 indigene Bauern an, von denen sie elf in Haft nehmen. Der folgende Prozess kommt in die nationalen Medien. Die elf werden zunächst freigelassen, doch die öffentliche Empörung in der herrschenden Klasse ist so groß, dass fünf Beschuldigte wieder in Haft genommen werden und dies zum Zeitpunkt der Filmproduktion auch noch sind.

## Politischer Blickwinkel von Federico García Hurtados Film
Federico García Hurtados Filme Kuntur Wachana und El caso Huayanay unterschieden sich deutlich in der Sicht auf die Reformpolitik der Revolutionären Regierung der Streitkräfte (Gobierno Revolucionario de la Fuerza Armada) unter Juan Velasco Alvarado. Während bei Kuntur Wachana die peruanische Landreform in strahlendem Licht erscheint und der Film mit dem Sieg der indigenen Bauern endet, wird in El caso Huayanay das Scheitern der Reform dargestellt: Die Bauern sind trotz Landreformgesetz dem Terror der alten Mächte und einer korrupten Justiz ausgeliefert. Dies deckt sich mit der Zeit, in welcher der Film gedreht wurde: Juan Velasco Alvarado war zur Zeit der Dreharbeiten bereits gestürzt (und inzwischen auch seiner Krankheit erlegen), und Francisco Morales Bermúdez betrieb eine Politik der Restauration, die grundsätzlich auch unter Fernando Belaúnde Terry fortgesetzt wurde.